# غابرييل فويسن
غابرييل فويسن (بالفرنسية: Gabriel Voisin)‏ (5 فبراير 1880 - 25 ديسمبر 1973) هو أحد رواد الطيران الفرنسيين الأكثر شهرة في الطيران المدني والعسكري، وكذلك في مجال تصنيع السيارات الفاخرة مع العلامة التجارية "طائرات فويسن". يعتبر أول شخص يقوم بالطيران في أوروبا بطائرة أثقل من الهواء تعمل بطاقة محرك وقادرة على الطيران لمسافة (1 كم)، على متن طائرة صنعها هنري فارمان وذلك في 13 يناير 1908 وبالقرب من باريس، فرنسا. وخلال الحرب العالمية الأولى أصبحت الشركة التي أسسها فويسن منتجا رئيسيا للطائرات العسكرية، ولا سيما طائرة فويسن الثالث. وفي وقت لاحق تحول إلى تصميم وإنتاج السيارات الفاخرة تحت اسم افيونز فويسن.

## روابط خارجية
- غابرييل فويسن على موقع الموسوعة البريطانية (الإنجليزية)